# 扎奧克斯基區

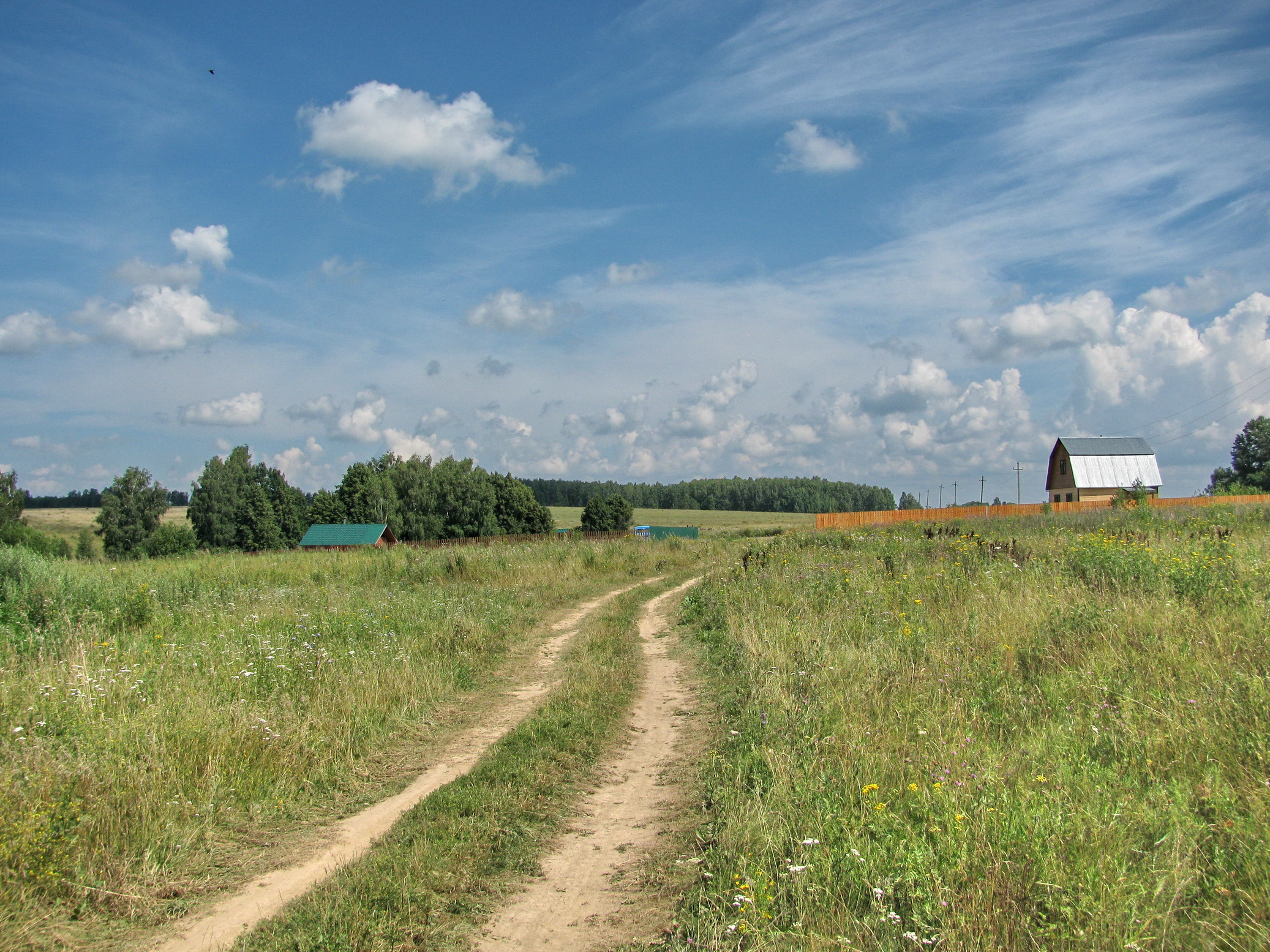

54°44′06″N 37°24′02″E / 54.73500°N 37.40056°E
扎奧克斯基區（俄语：Заокский район），是俄羅斯的一個區，位於該國西部，由圖拉州負責管轄，面積918.4平方公里，2010年該區人口22,368，人口密度為每平方公里24.36人。